# Yada`'ab Yanuf Yuhan`im
Yadaʿʾab Yanuf Yuhanʿim fou rei de Qataban al segle i dC
Era fill de Dhamar'ali Dhubyan Yuhargib i net de Waraw'il Ghaylan Yuhan`im. Només s'han conservat algunes monedes i una inscripció que l'esmenta sense l'epítet Yuhan`im i sense filiació, però se sap que era fill de Dhamar'ali Dhubyan Yuhargib a causa d'una inscripció que ho informa. Posteriorment apareix com a rei Yaghul Yuhargib de relació amb aquest desconeguda.